# Eberhard Nestle
Eberhard Nestle (Stuttgart, 1851. május 1. – Stuttgart, 1913. március 9.)  német evangélikus teológus. Erwin Nestle teológus apja.

## Fő műve
A legnevezetesebb műve az Újszövetség görög szövegének kritikai kiadása (1898 óta számos kiadást ért meg). 

## Forrás
Uj Idők Lexikona